# Bandera de Lavalleja

Bandera dels Trenta-tres Orientals.

La bandera de Lavalleja és al costat de l'escut d'armes, un dels símbols oficials del departament de Lavalleja, una subdivisió de l'Uruguai.
El seu disseny consisteix en un rectangle de gran longitud i de proporció de 2:3 dividit horitzontalment en tres franges d'igual amplada: la superior és de color vermell, el centre és de color blanc, i l'inferior és blau.
A la franja intermèdia hi ha tres elements:
1. Una muntanya estilitzada formada per dos trapezis i un triangle, de color verd. Les tres figures geomètriques unides formen un triangle escalè, el qual representa la base de la muntanya.
2. Un cercle d'or parcialment cobert pels trapezis abans esmentats;
3. La inscripció LAVALLEJA en lletres majúscules de color negre. Les lletres es troben a la part superior dreta de la franja blanca.

## Simbolisme
- Els colors principals de la bandeira (vermell, blanc i blau) fan referència a la bandera dels Trenta-tres Orientals, entre ells Juan Antonio Lavalleja, de qui deriva el nom del departament.[1] La diferència es pot trobar tan sols a l'ordre dels colors, en la inversió entre la posició del blau i del vermell. Un altre element semblant és el tipus i el color de la lletra usada a la inscripció;
- La muntanya estilitzada representa la Sierra de Minas, un accident geogràfic de Lavalleja;
- El cercle dourat representa el sol.